# メスキータ
メスキータ（mezquita）は、スペイン語でモスクを意味し、アラビア語 مسجد（"Masjid"）に由来する。しかし、一般的には固有名詞としてスペイン・アンダルシア州コルドバにあるカトリック教会の司教座聖堂「コルドバの聖マリア大聖堂（スペイン語: Catedral de Santa María de Córdoba）」を指す場合が多い。本項は、この聖マリア大聖堂について解説する。
メスキータ (Mezquita) は、スペインに現存する唯一の大モスク建築であるが、現在はカトリック大聖堂である。

## 概要

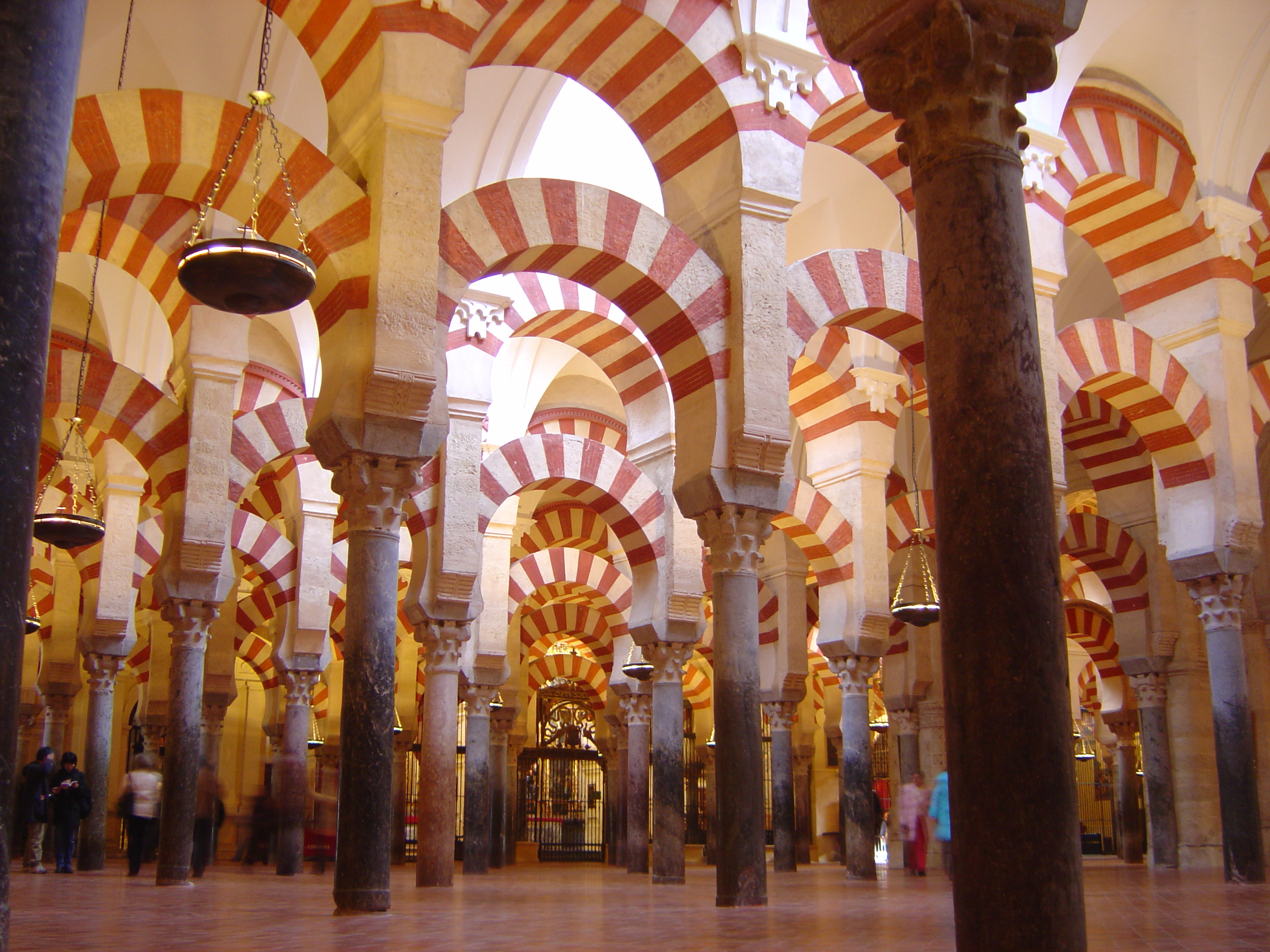
メスキータの円柱の森

ここは紀元2世紀、戦勝祈願を行ったローマ神殿があったという伝説がある。
785年、後ウマイヤ朝のアブド・アッラフマーン1世時代にイスラム教の大モスクが建設された。その後、カトリック教徒が権力をにぎった1236年からは、内部に礼拝堂を設けたりカテドラルが新設されて、メスキータはイスラム教とキリスト教、2つの宗教が同居する世にも珍しい建築となった。かつてイスラム教徒が庭の池で身を浄めたオレンジの中庭や、アーチ上部の赤と白の縞模様がモスクの面影を感じさせるマヨール礼拝堂など、見所は数多い。
もともとこの地には西ゴート王国時代に建設されたカトリックの聖ビセンテ教会が存在していた（現在ではメスキータ内部に一部その遺構が公開されている）。その後、イスラム勢力が北アフリカからイベリア半島に侵入し後ウマイヤ朝を建国すると、この聖ビセンテ教会はイスラム教のモスクとしても使用されるようになった。さらに8世紀末にはイスラム教徒がキリスト教徒から聖ビセンテ教会を完全に買い取り、新たにモスクの建造を開始した。この時に建造されたモスクは、現在でも聖マリア大聖堂の一部として使用されている。
コルドバのモスクは10世紀末に拡張工事が行われ、数万人を収容することが出来る巨大モスクが完成した。しかし13世紀にレコンキスタによってカスティーリャ王国がコルドバを再征服すると、コルドバの巨大モスクはカトリックの教会堂に転用される。
最終的には16世紀、スペイン王カルロス1世（神聖ローマ皇帝としてはカール5世）の治世にモスク中央部にゴシック様式とルネサンス様式の折衷の教会堂が建設され、現在のような唯一無二の不思議な建築物として成立を見た。現在、この聖マリア大聖堂は世界遺産に登録されている。

## 歴史

メスキータの拡張の変遷

イベリア半島は711年にイスラーム勢力に支配された。アブド・アッラフマーン1世はコルドバを都に定め、785年から786年の間にモスクの建築を命じ、1年後に完成した。当初は12本の柱から成る10の柱列を持ち、柱列の間にある11の通路は中心の1つがほかの通路より広く設計された。以降、ヒシャーム1世の治世にはミナレットが、アブド・アッラフマーン2世の治世にマッカの方向に柱列が8本伸びた。10世紀に入るとヒシャーム1世が建てたミナレットが崩壊し、アブド・アッラフマーン3世が現在まで残っているミナレットを再建した。次いでハカム2世の治世である961年にさらに12本の柱が柱列に加えらえ、この時点で礼拝堂は中庭よりも広くなった。また、中庭の回廊はこの時期までには完成したとされている。最後の増築工事はヒシャーム2世の宰相であるアル・マンスール・イブン・アビ・アーミルによって987年から行われ、これまでの増築は主にマッカの方向に行われていたのに対し、逆方向への増築がなされた。これによって柱列が7列増えて中庭が広げられ、モスクはサーマッラーの2つのモスクに次いで世界で3番目に大きいモスクとなった。すでにイスラーム勢力がイベリア半島から排除され、モスクはキリスト教の聖堂に変わっていた16世紀、アブド・アッラフマーン3世が再建したミナレットが嵐によって大きな損傷を受けたため、上部にルネサンス様式が付け加えられる形で修復された。

### 年表
- 6世紀から7世紀 - 西ゴート王国の聖ビセンテ教会の地であった。
- 711年 - 後ウマイヤ朝の西ゴート王国征服成る。教会の半分をモスクとする。
- 784年 - コルドバの初代アミール、アブド・アッラフマーン1世の命により、コルドバ教会の所有部分を買い取り、王宮に隣接するモスクとして建設工事がスタート。妃の名をとってAljama Mosqueと名付けた。（第1次建設部分）
- アブド・アッラフマーン3世（889年 - 961年）がミナレット（塔）の建設を命ずる。
- 961年 - ハカム2世の命により、拡張工事が実施され、ミフラーブも拡張される。
- 987年 - アル・マンスール・イブン・アビ・アーミルにより拡張工事、現在のメスキータの形となる。
- 1236年 - カスティーリャ王フェルナンド3世の軍によりコルドバ征服。モスクはカトリックの教会に転用される。
- カルロス1世（1500年 - 1588年）により、メスキータ中心部に身廊が増築される。

## 特徴
メスキータは大きく3つの構成要素からなる。
- アミナール (Aminar) - 回教寺院の「塔」
- オレンジの木のパティオ (El Patio de los Naranjos) - 礼拝者が体を清めるための沐浴を行う清めの「中庭」。
- 「礼拝の間」 - (Prayer Hall) - 無数の柱が森のように広がる祈りの場

礼拝の間にはキブリ壁 (muro Kibli) といわれるメッカのカーバ (Kabah) 神殿の方向を指し示す壁が正面にあり、目印となるミフラーブ (Mihrab) と呼ばれる小さな窪みが設けられている。
モスクは、イスラムの教義「すべての人は神の前で平等である」にもとづき、聖地メッカのカーバ神殿の方向に一人一人が祈りをささげる場所である。礼拝の間はこの教義をそのまま形にしたといえる。多数の柱によって支えられた空間は、無限に連続してゆく祈りのための均質な広がりとなっている。空間を支える無数の円柱は、世界各地から集められた時代、様式、場所の異なる他の建物から転用されたものである。この転用されたために寸足らずとなった円柱の上部に10m程度の高い天井を支えるための工夫が、特徴となる2重アーチを生んだ。メリダにあるローマの水道橋を参考にしたとされるこの2重アーチは、赤いレンガと白の石灰岩を交互に楔状に配した構成となっている。
歴代の王は、人口の増加と共にメスキータの拡張を図っていった。外壁を壊し、多柱の空間を水平に拡張していった。最終的に、外周は約175m×135mの広がりとなり2万5千人もの回教徒を収容する規模まで達した。各時代の拡張の中で、最も重要なのはアルハキム2世の時代の拡張（961年-968年）である。この時代、王はカリフを自称し、イベリア半島のイスラム国家は、政治、宗教の両面で独立を遂げた。その権力の象徴として現存するミフラーブと共に王が礼拝するマクスーラ（貴賓席）が設けられたのである。マクスーラ上部のキューポラ（cupula: 天蓋）は正方形に組まれたリブ状のアーチを45度の角度で回転複写させた星型の架構となっている。この重いキューポラを支える交差する多弁型（多くのアーチが集合した形態）のアーチは全体を支配する同一の柱間の統制の中にあって、豊かな装飾性を生み出している。このマクスーラ部分は、他の柱間の平天井部分においても松の板に幾何学模様の彫刻が施されている。メスキータ全体を統制する建物の幾何学は、各時代ともラサッシ (rassasi) と呼ばれる47.5cmのモデュールに基づいて行われ、このモデュールが最後にカトリック寺院として改修されるまで守られてゆく。
メスキータの周囲は、10m程度の高い塀で囲われている。オレンジ・コートは、周囲を壁（最終的には回廊となる）で囲まれた内部化された外部空間である。沐浴の場、オレンジの並木は礼拝の間の柱がそのまま連続して外部につながってゆくように柱の延長上に規則的に配されている。かつては、ナツメヤシ、月桂樹の並木であった。樹の周囲に円形に掘られた溝が並び、各列でつなげられた潅水のための水路が配置されている。カトリックの教会として転用される以前は、このオレンジ・コートと礼拝堂の間の壁はふさがれておらず、19の開口により連続するものであった。ここで信者は、水によって五感を清め、流れるように礼拝の間へ進んでいったのである。礼拝の間の床は、当初は漆喰であった。今日では大理石が敷き詰められている。
1236年、フェルナンド3世によりコルドバが征服されると、メスキータはキリスト教の礼拝堂として使われ始める。16世紀に入り、内部には大聖堂が建設されることによってメスキータは大きな転機を迎える。求心的なカトリックの祈りの空間がこの空間に挿入される。

## 登録基準
この世界遺産は世界遺産登録基準のうち、以下の条件を満たし、登録された（以下の基準は世界遺産センター公表の登録基準からの翻訳、引用である）。
- (1) 人類の創造的才能を表現する傑作。
- (2) ある期間を通じてまたはある文化圏において、建築、技術、記念碑的芸術、都市計画、景観デザインの発展に関し、人類の価値の重要な交流を示すもの。
- (3) 現存するまたは消滅した文化的伝統または文明の、唯一のまたは少なくとも稀な証拠。
- (4) 人類の歴史上重要な時代を例証する建築様式、建築物群、技術の集積または景観の優れた例。

## ギャラリー

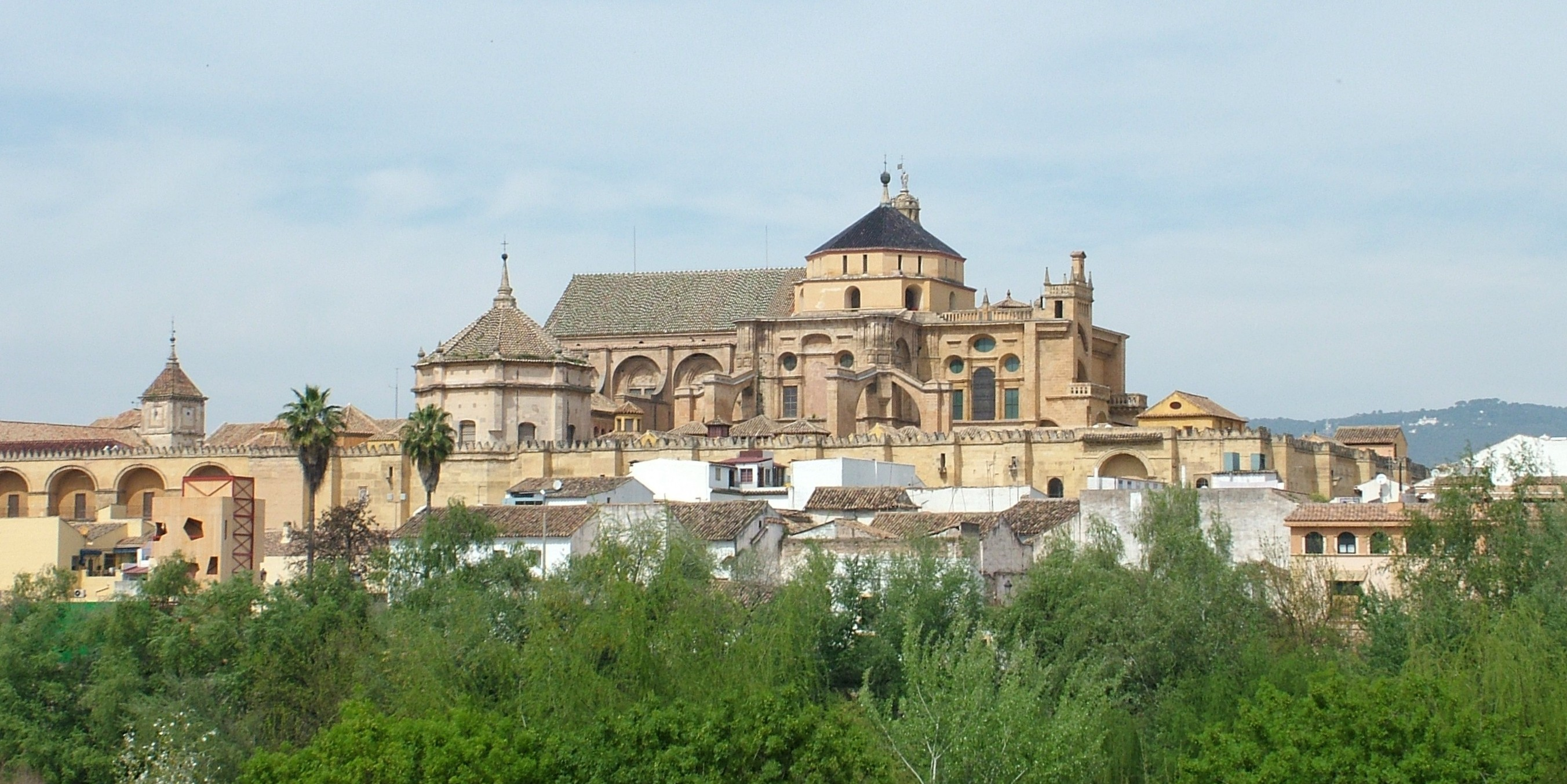
コルドバの聖マリア大聖堂
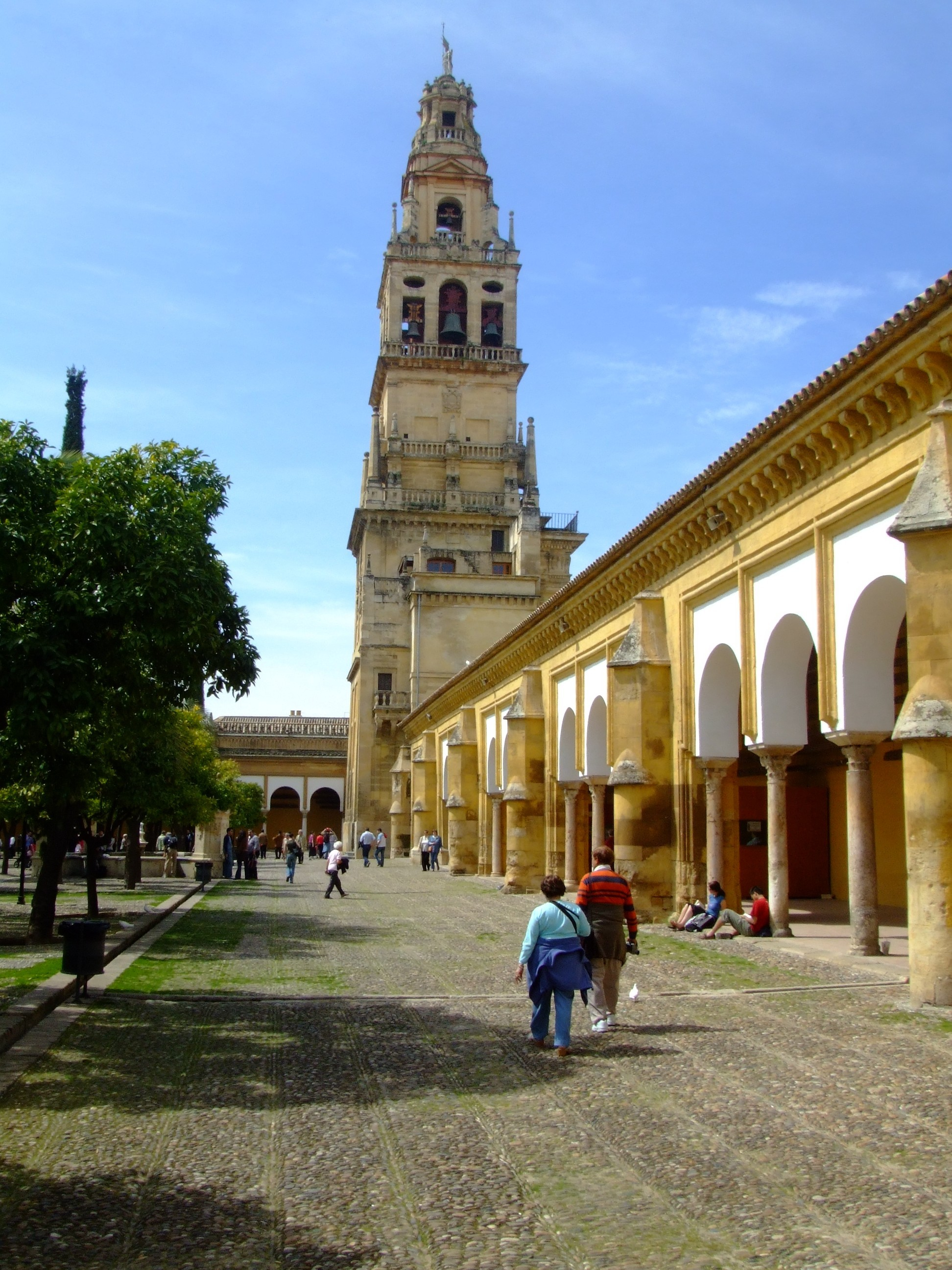
「オレンジの木の中庭」
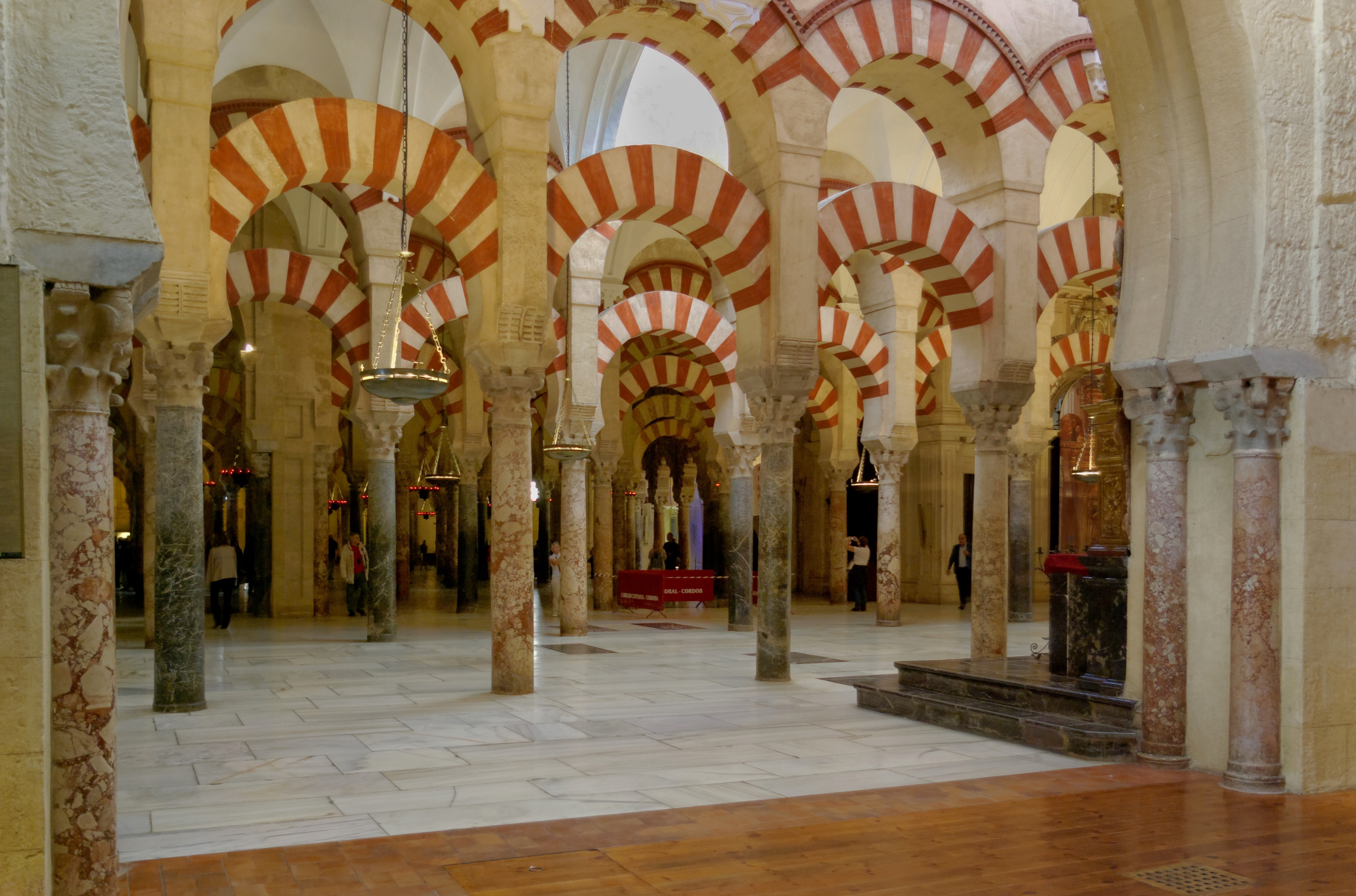
内部「円柱の森」
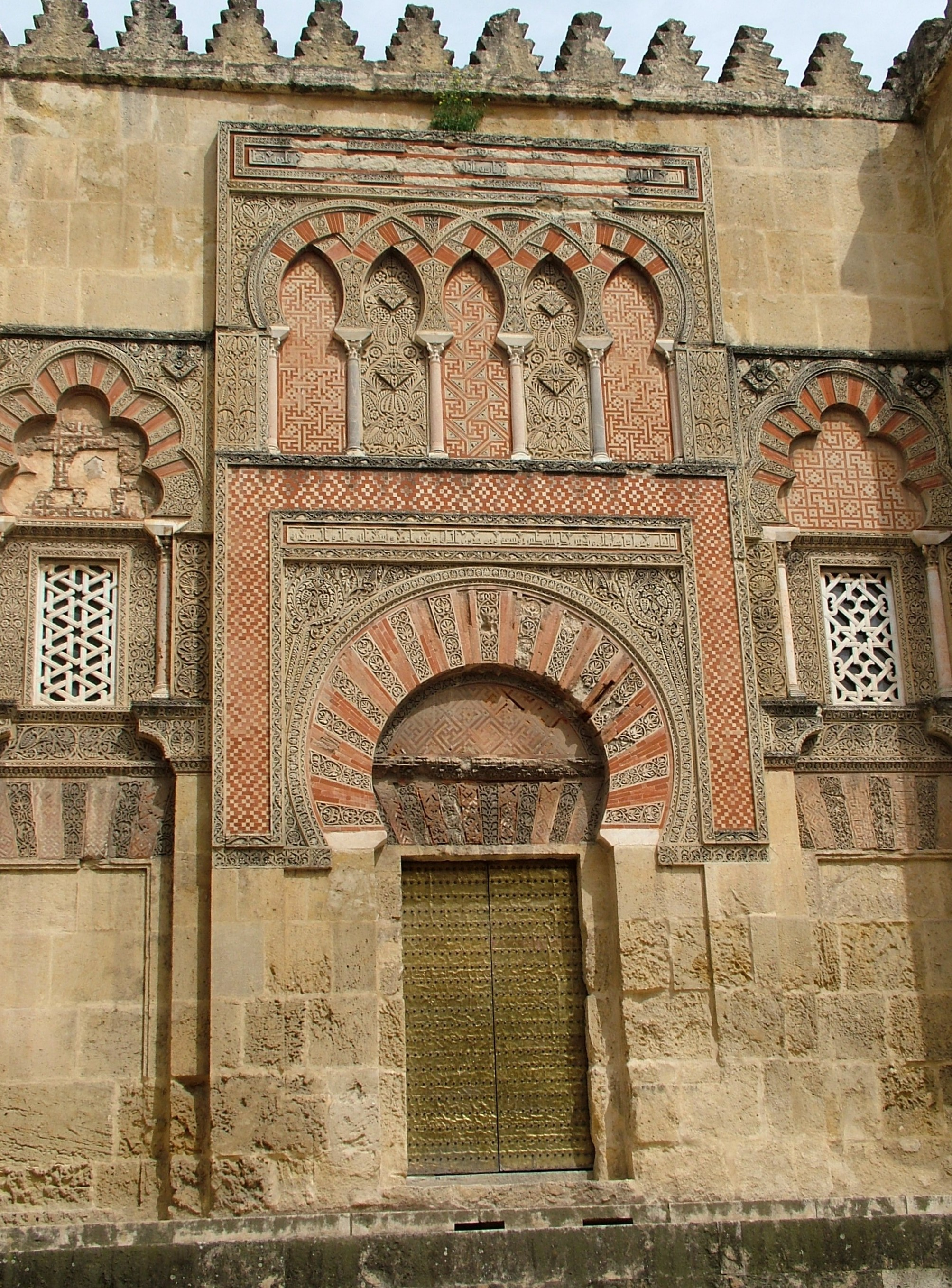
外壁装飾
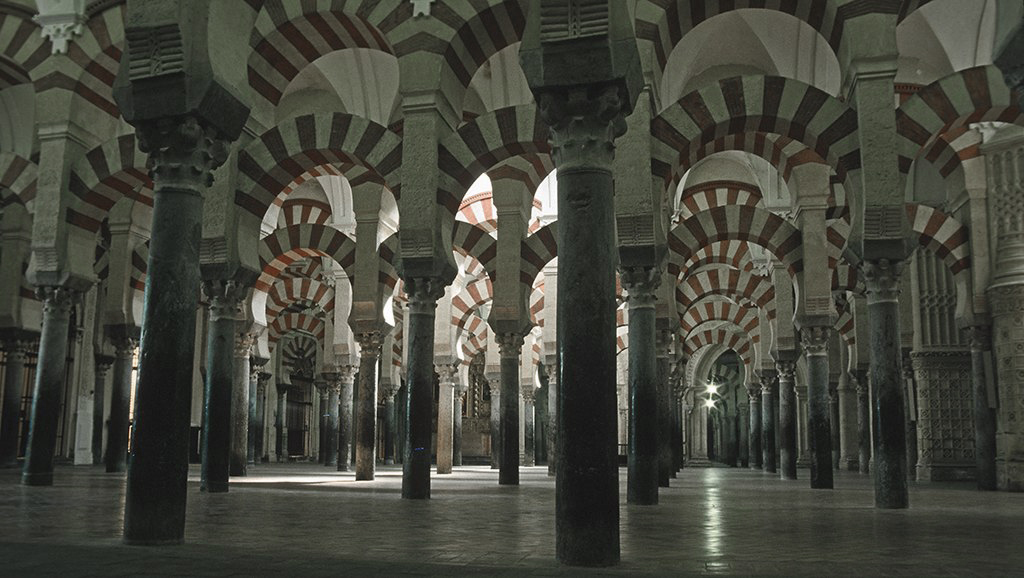
「円柱の森」のアーチ群
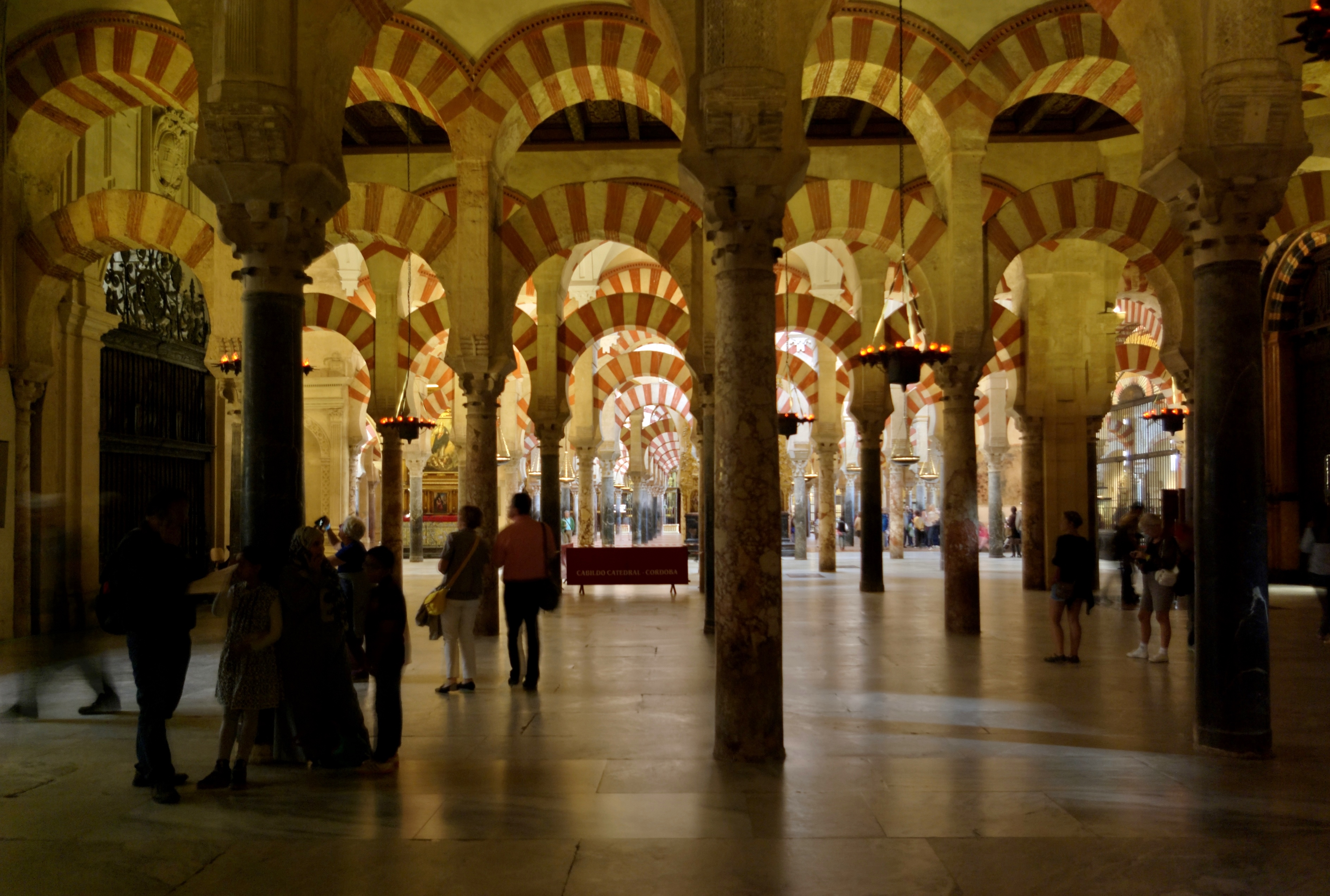
「円柱の森」のアーチ群
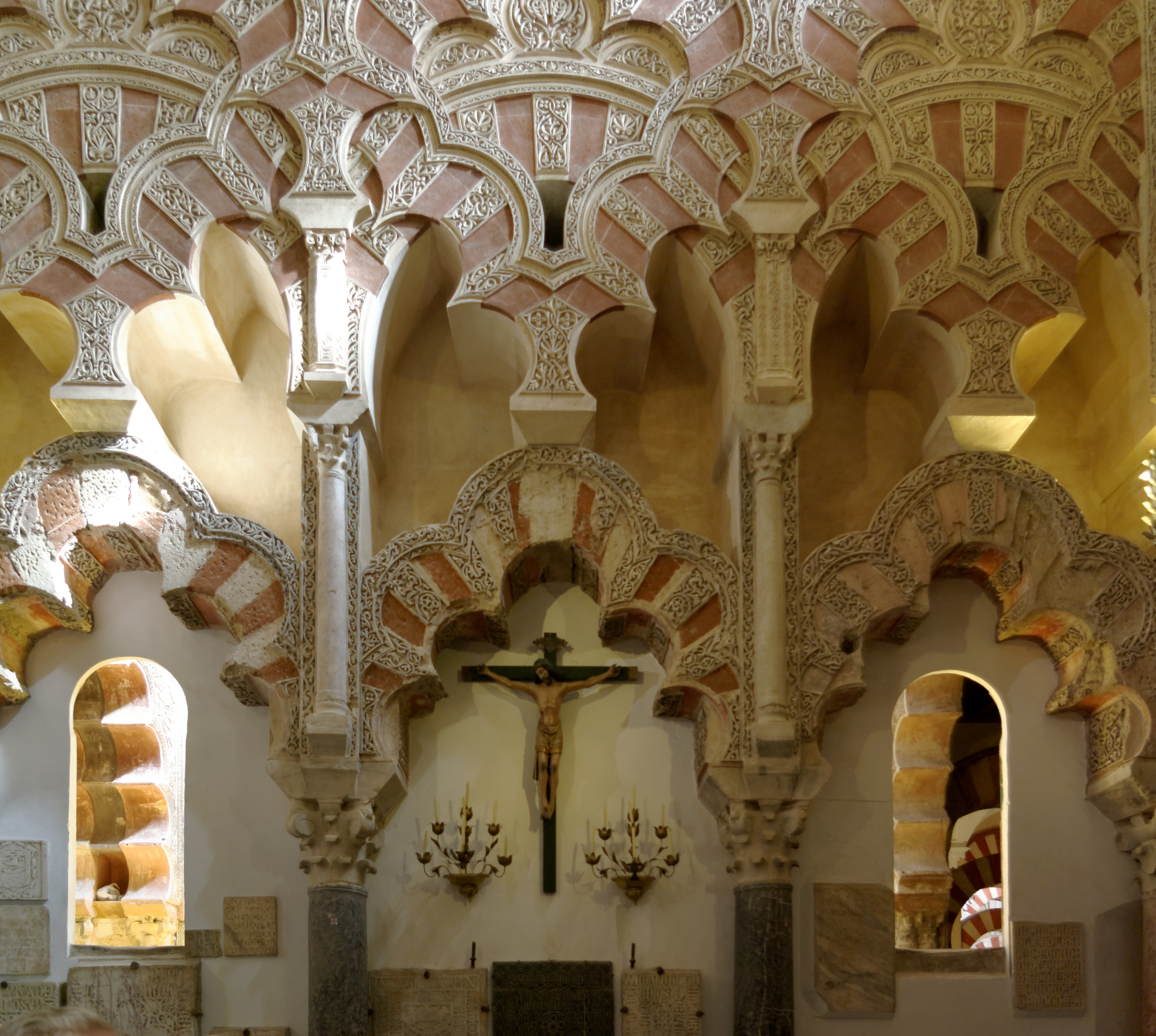
内部装飾
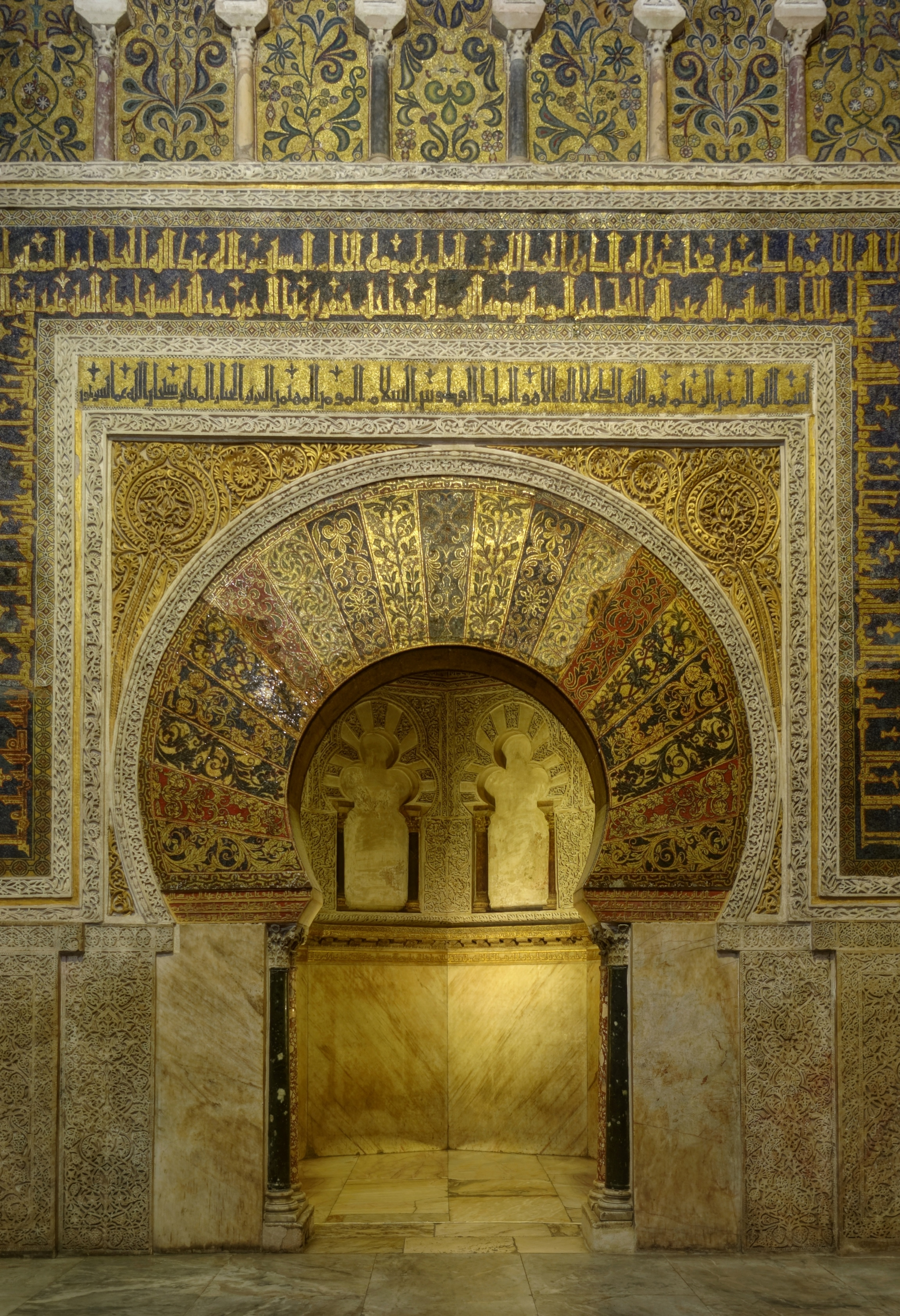
ミフラーブ部周辺
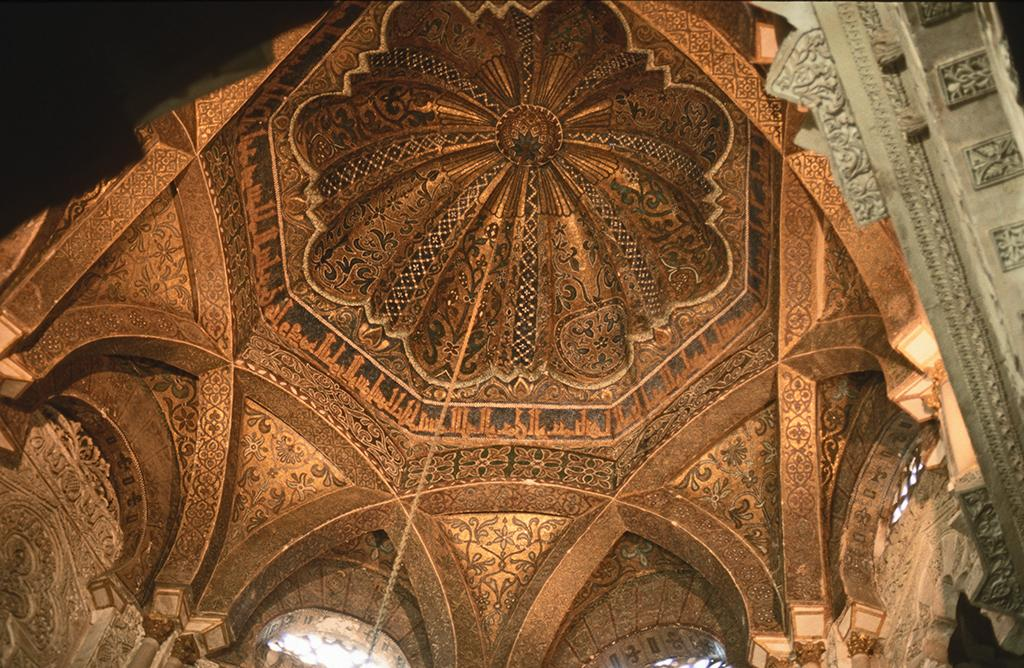
ミフラーブの前に設けられたドームの天蓋
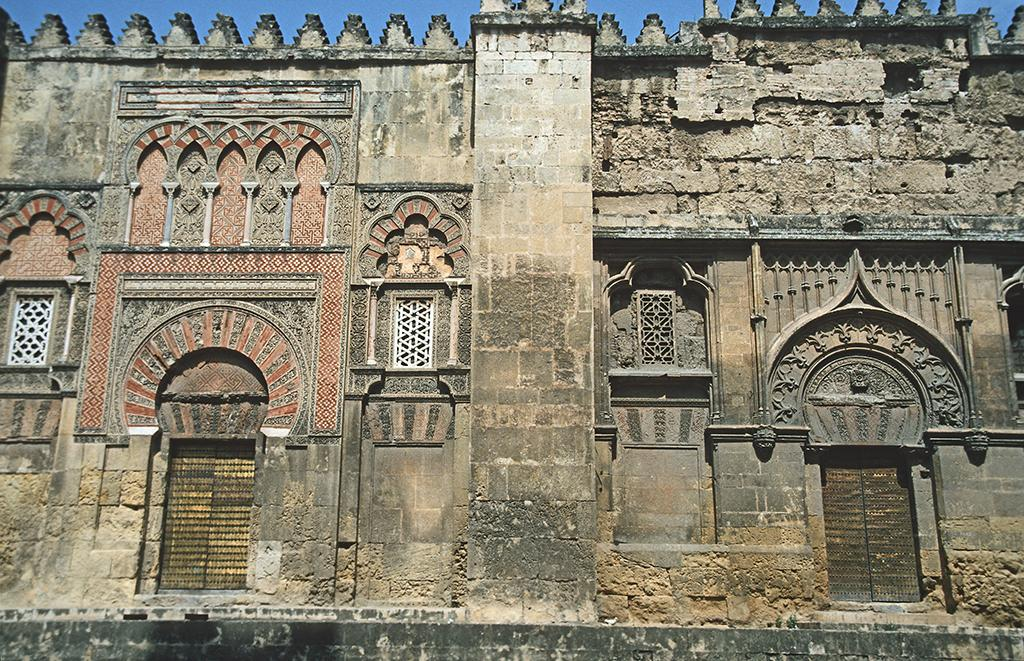
外壁装飾
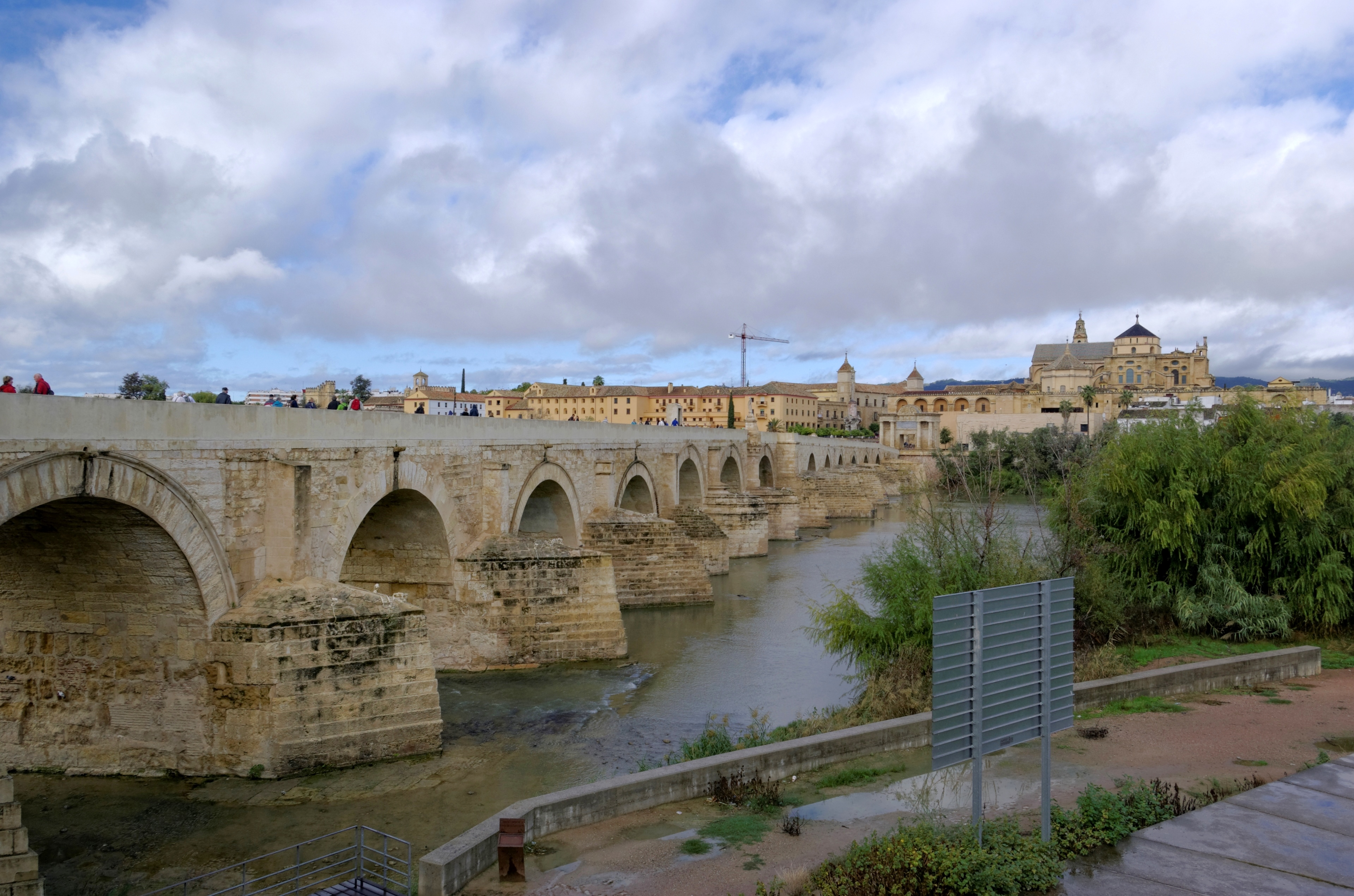
グアダルキビール川対岸からメスキータを臨む
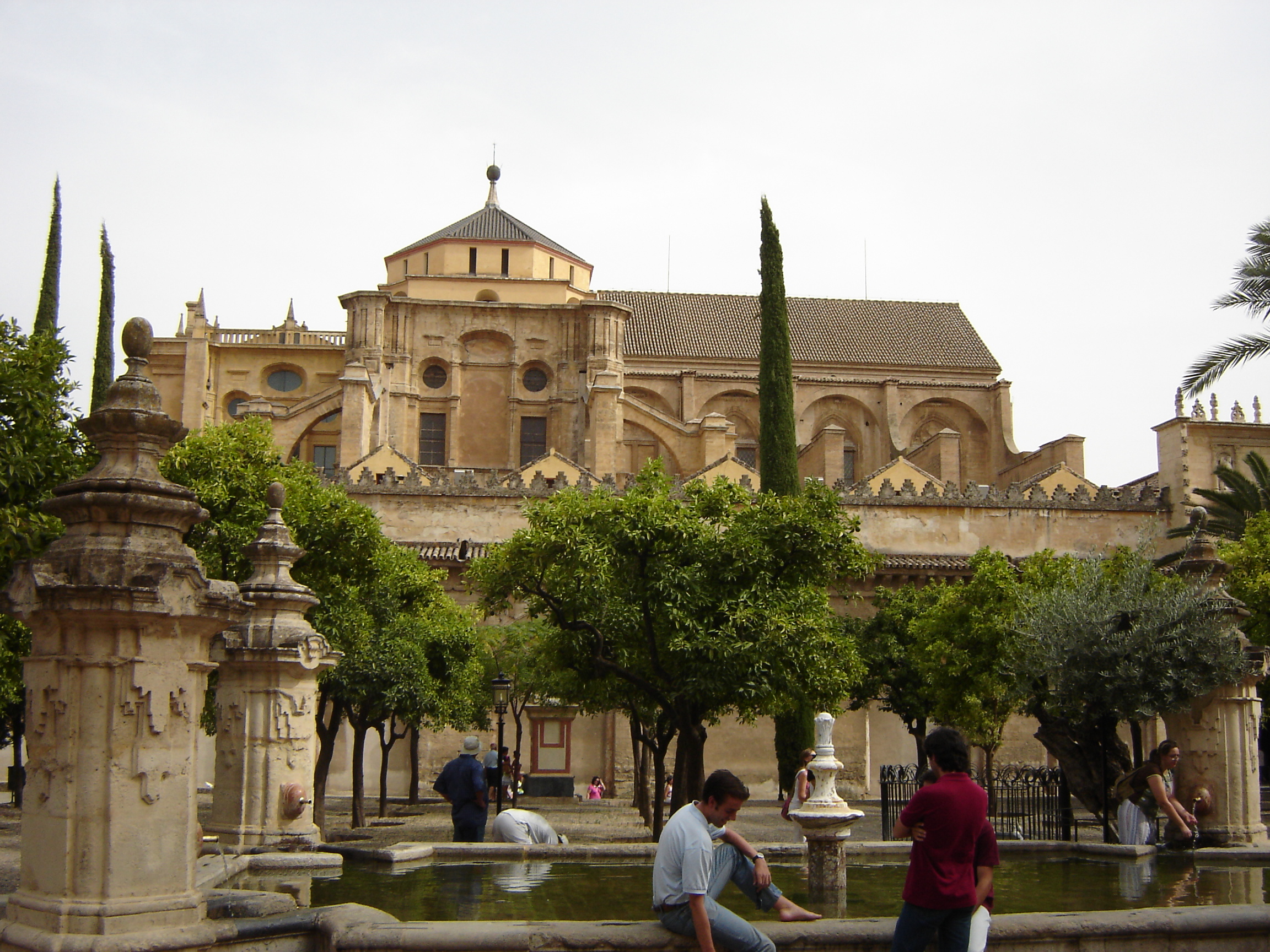
「オレンジの木の中庭」